# Station Eext
Station Eext is een voormalige spoorweghalte bij Eext, aan de spoorlijn Assen - Stadskanaal tussen Rolde en Gieten van de Noordoosterlocaalspoorweg-Maatschappij. Omdat de halte enkele kilometers ten zuiden van het dorp Eext ligt, langs de weg tussen Gieten en Rolde, stond de buurt rondom de halte bekend als Eexterhalte. De geografische verkorting is Ex.
Het station werd in 1923 gebouwd, daarvoor had Eext een abri. Op 4 mei 1947 werd het gesloten als station. Het stationsgebouw is nog aanwezig en is onder meer in gebruik als receptie van de camping Schaopvolte. Vlak bij het station ligt het hunebed D14.

## Spoorwegovergang
In 2007 is een klein gedeelte van de spoorlijn opnieuw aangelegd. De weg tussen Gieten en Rolde stond bekend als zeer gevaarlijk, in het bijzonder bij de afslag naar Eext. Om automobilisten tot afremmen te dwingen heeft de gemeente Aa en Hunze ter plaatse van het oude station een spoorwegovergang aangelegd, compleet met ruim 50 meter spoor en Andreaskruizen.
0: Gasselternijveen ·
3: Gasselte ·
7: Gieten ·
9: Eext ·
Anderen ·
15: Rolde ·
20: Assen
Assen ·
Beilen ·
Coevorden ·
Dalen ·
Emmen ·
-Zuid ·
Hoogeveen ·
Meppel ·
Nieuw Amsterdam

Zie ook: lijst van voormalige spoorwegstations in Drenthe